# Mateare
Mateare – miasto w Nikaragui; 22 500 mieszkańców (2006). Przemysł spożywczy, włókienniczy.